# Mydlice lékařská
Mydlice lékařská (Saponaria officinalis) je vytrvalá, 40 až 60 cm vysoká bylina.

## Název
Mydlice dostala své jméno podle toho, že se používá místo mýdla. Ve středověku byla také velmi uznávanou léčivou bylinou. Mydlici pravděpodobně přivezli do Británie Římané, kteří ji využívali na změkčování vody.
Na Středním východě se mydlice běžně používá jako pročišťující prostředek a jako léčivá bylina s hojivými účinky při kožních nemocech, jako jsou např. ekzémy, akné, ale i ty, které doprovázejí venerické choroby. Pro tyto vlastnosti, stejně jako pro jejich údajnou schopnost vylučovat škodlivé toxiny a jedovaté látky, zejména z jater a zmírňovat následky jiných intoxikací, pěstovali mydlici lékařskou v 19. století američtí Shakeři na svých bylinářských farmách.

## Popis
Mydlice lékařská je vytrvalá bylina dorůstající výšky 40 - 60 cm. Vlásčité kořínky vyrůstají z hnědavého oddenku, 6–13 mm tlustého. Oddenky jsou křehké, výrazně aromatické a obsahují ve vysoké koncentraci saponin. Stonek tvoří přímá, oblá, drsná lodyha, která se nahoře větví. Listy jsou eliptické, podlouhlé, zašpičatělé a na stonek přisedlé. Jsou nápadně třížilné (se třemi souběžnými žilkami). Obsahují též saponin a pěnící látky. Květenství je mnohokvěté, květy 20 - 25 mm v průměru, v koncových a úžlabních vidlanech. Vyrůstají z trubkovitého kalichu bledě zelené barvy, na vrcholu zbarvené do světle fialové. Koruna květu je bílá až narůžovělá. Kvetou po celé léto. Plody jsou vejcovitě kulovité tobolky.
Je to nitrofilní rostlina a je medonosná. Nepatří mezi ohrožené druhy.

## Výskyt a rozšíření
Mydlice preferuje spíše vlhké živné půdy a slunné nebo částečně zastíněné polohy, proto roste podél vodních toků a na březích stojatých vod. Také ji můžeme velmi často nalézt podél železničních tratí, dále v příkopech, na rumištích, při okrajích cest a křovin. V České republice roste hojně od nížin až po podhorské oblasti (max. 680 m n. m.). Celkově je rozšířená v Evropě na severu až po Skandinávii, na východě přes Sibiř až na Dálný Východ, druhotně bychom jí pak nalezli v mírném i subtropickém pásmu Severní i Jižní Ameriky.

## Pěstování
Semena se vysévají na jaře přímo do volné půdy, od konce podzimu do časného jara se mydlice může množit podzemními oddenky, dále se již sama rozmnožuje semeny. Lodyhy je někdy třeba vyvázat k tyčkám, jinak poléhají. Po odkvětu je důležité rostlinu seříznout, aby mohla vykvést podruhé. Vůně je závislá na místě, kde mydlice roste. Není vhodné ji pěstovat v bytě a neměla by se sázet v blízkosti rybníků, protože výměšky kořenů jsou jedovaté pro ryby (v Čechách není doloženo).

## Využití
- V kuchyni - Květ se přidává do zelených a ovocných salátů. Kořen se podle některých receptů přidává do halvy. Někdy se také mydlice používala při vaření piva k vyvolání dobré pěny.

- V domácnosti - List, stonek a kořen se zalije dešťovou nebo měkkou vodou (nesmí být chemicky upravená) a vaří se 30 minut. Vzniklá mýdlová tekutina se poté používá k mytí jemných a choulostivých starých tkanin.

- V kosmetice - Uvařený list, stonek a kořen je také vhodný pro mytí vlasů nebo k ošetření citlivé pleti.

- Pro léčení - Svařený kořen se používá k omývání pleti s akné a také při lupénce.[2]

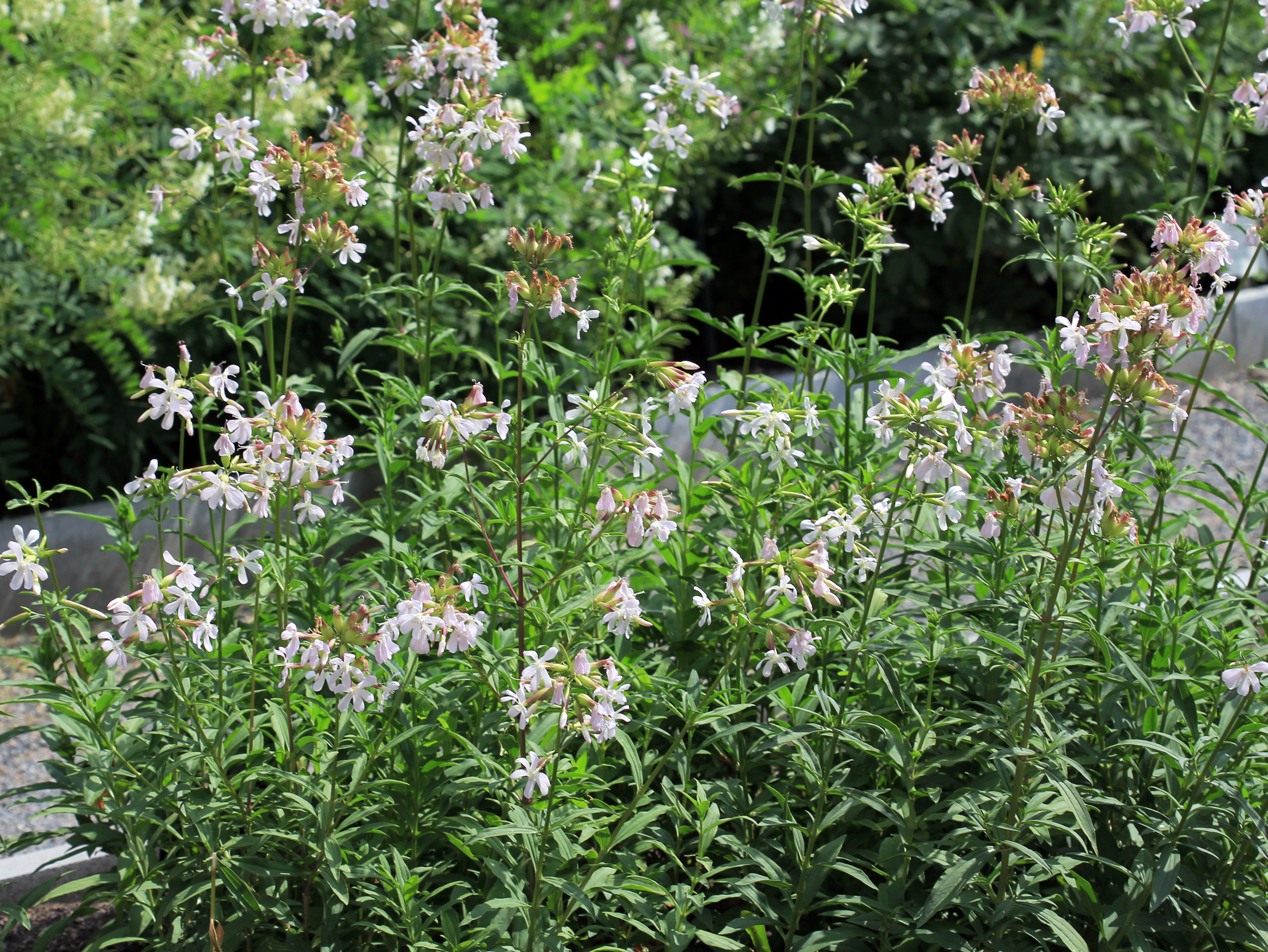
V Pražské botanické zahradě

## Jedovatý
Oddenek mydlice se dnes považuje za jedovatý, a proto by se neměl užívat vnitřně bez dohledu lékaře, protože velké dávky jsou člověku nebezpečné a mohou způsobit ochrnutí svalstva.

## Použití v magii
Dříve se mydlice považovala za vhodný prostředek pro očistu svatyň, osob, rouch a magického náčiní. Připravoval se z ní šampon, kterým si v rituální lázni myli vlasy a též i celé tělo účastníci obřadů.